# 巴格斯達斯河戰役 (前239年)
巴格斯達斯河戰役或“馬卡戰役” (前239年)是一場傭兵戰爭中迦太基人與前迦太基傭兵的戰役。 哈米爾卡·巴卡在巴格斯達斯河（現今邁傑爾達河）擊敗傭兵叛軍。這是一場迦太基人在傭兵戰爭中重大的勝利。